# MSN Groups
Группы MSN были частью веб-сайта сети MSN, которая принимала сообщества онлайн, и которая содержала веб-страницы, принятые изображения, и содержала доску объявлений. Группы MSN были закрыты 21 февраля 2009 как часть перемещения заявлений онлайн и услуг к марке Windows Live, но Windows Live Groups не фактическая замена для Групп MSN из-за различного набора признаков.

## Особенности
- Члены Групп MSN могут использовать и поспособствовать доскам объявлений, папкам документа, альбомам фотографии и перечислить страницы. Некоторые области могут только быть доступными для администраторов/менеджеров.

- Таможенная веб-страница дает пользователю выбор, чтобы использовать режим полного соответствия интерфейсу или HTML. MSN ограничивает некоторый интерфейс HTML, и JavaScript не может быть помещен на страницу из-за проблем безопасности. В режим полного соответствия интерфейса присутствуют инструменты, чтобы добавить картинки, выбрать фон и текстовые цвета, составить таблицы, шрифты, параграфы, текстовые размеры и т. д.

- Каждая созданная группа идет с доской объявлений по умолчанию под названием «Общий». Другие доски объявлений могут быть созданы для других тем. Участники могут участвовать в группе, добавляя сообщения и отвечая использованием того же самого интерфейса как использующийся для того, чтобы создать таможенную веб-страницу. Альтернативно, электронную почту можно послать в адрес электронной почты группы, и сообщение появится на общей доске объявлений. Так, даже если участник от группы посылает сообщение, он должен будет использовать адрес электронной почты используемый в их профиле. Некоторые группы отговаривают участников раскрывать свой адрес электронной почты. Есть также отдельный адрес электронной почты, который может использоваться чтобы связаться с администраторами.